# Llista de topònims de la Vilella Baixa
Llista de topònims (noms propis de lloc) del municipi de la Vilella Baixa, al Priorat
Informació actualitzada per un bot. Els canvis manuals es perdran quan s'actualitzi!

## casa
| imatge | Nom         | Ubicat a         | instància de | Detalls                                  | coordenades                                                                   | Protecció                                  | Commons (més fotos) | Dades a WD                    |
| ------ | ----------- | ---------------- | ------------ | ---------------------------------------- | ----------------------------------------------------------------------------- | ------------------------------------------ | ------------------- | ----------------------------- |
|        | cal Gabriel | la Vilella Baixa | casa         | Estil: arquitectura popular              | 41° 13′ 12″ N, 0° 45′ 46″ E / 41.22011°N,0.76271°E ca:C. Major, 33 201 msnm   | bé integrant del patrimoni cultural català | Cal Gabriel         | Modifica les dades a Wikidata |
|        | cal Juncosa | la Vilella Baixa | casa         | Estil: arquitectura popular 20th century | 41° 13′ 16″ N, 0° 45′ 42″ E / 41.2212°N,0.76167°E ca:C. Sant Joan, 8 217 msnm | bé integrant del patrimoni cultural català | Cal Juncosa         | Modifica les dades a Wikidata |

## masia
| imatge | Nom             | Ubicat a         | instància de | Detalls                           | coordenades                                            | Protecció                   | Commons (més fotos) | Dades a WD                    |
| ------ | --------------- | ---------------- | ------------ | --------------------------------- | ------------------------------------------------------ | --------------------------- | ------------------- | ----------------------------- |
|        | Lo Molí         | la Vilella Baixa | masia        | Estil: historicisme arquitectònic | 41° 12′ 52″ N, 0° 45′ 37″ E / 41.2144°N,0.7604°E       | bé cultural d'interès local |                     | Modifica les dades a Wikidata |
|        | Mas de Cal Cosí | la Vilella Baixa | masia        |                                   | 41° 13′ 13″ N, 0° 46′ 18″ E / 41.22033333°N,0.771775°E |                             |                     | Modifica les dades a Wikidata |

## teuleria
| imatge | Nom                      | Ubicat a         | instància de | Detalls                     | coordenades | Protecció                                  | Commons (més fotos) | Dades a WD                    |
| ------ | ------------------------ | ---------------- | ------------ | --------------------------- | ----------- | ------------------------------------------ | ------------------- | ----------------------------- |
|        | Forn rajoler de les Sors | la Vilella Baixa | teuleria     | Estil: arquitectura popular |             | bé integrant del patrimoni cultural català |                     | Modifica les dades a Wikidata |
|        | Forn rajoler los Planets | la Vilella Baixa | teuleria     | Estil: arquitectura popular |             | bé integrant del patrimoni cultural català |                     | Modifica les dades a Wikidata |

## Misc
| imatge | Nom                                    | Ubicat a | instància de                                   | Detalls                                         | coordenades                                                                                                 | Protecció                                  | Commons (més fotos)                    | Dades a WD                    |
| ------ | -------------------------------------- | --- | ---------------------------------------------- | ----------------------------------------------- | --- | ------------------------------------------ | -------------------------------------- | ----------------------------- |
|        | Sant Joan Baptista de la Vilella Baixa | la Vilella Baixa | església                                       | Estil: arquitectura barroca                     | 41° 13′ 15″ N, 0° 45′ 42″ E / 41.2208°N,0.76161°E                                                           | bé cultural d'interès local                | Sant Joan Baptista de la Vilella Baixa | Modifica les dades a Wikidata |
|        | carrer que no passa                    | la Vilella Baixa | carrer                                         | Estil: arquitectura gòtica arquitectura popular | 41° 13′ 13″ N, 0° 45′ 44″ E / 41.22023°N,0.76212°E                                                          | bé integrant del patrimoni cultural català | Carrer que no passa                    | Modifica les dades a Wikidata |
|        | casa consistorial de la Vilella Baixa  | la Vilella Baixa | casa consistorial                              |                                                 | 41° 13′ 14″ N, 0° 45′ 43″ E / 41.2205679°N,0.7618536°E                                                      |                                            |                                        | Modifica les dades a Wikidata |
|        | cementiri de la Vilella Baixa          | la Vilella Baixa | cementiri                                      | Estil: arquitectura popular                     | 41° 13′ 23″ N, 0° 45′ 43″ E / 41.22309°N,0.76205°E                                                          | bé cultural d'interès local                |                                        | Modifica les dades a Wikidata |
|        | els Ponts                              | la Vilella Baixa | pont                                           | Estil: arquitectura popular 19th century        | 41° 13′ 10″ N, 0° 45′ 45″ E / 41.21945°N,0.76244°E ca:Sobre el riu Montsant i el riuet d'Escaladei 191 msnm | bé cultural d'interès local                | Els Ponts (la Vilella Baixa)           | Modifica les dades a Wikidata |
|        | font Bona                              | la Vilella Baixa | font                                           |                                                 | 41° 13′ 04″ N, 0° 45′ 44″ E / 41.2178109463485°N,0.762245987794353°E                                        |                                            |                                        | Modifica les dades a Wikidata |
|        | la Vilella Baixa                       | la Vilella Baixa | entitat singular de població capital municipal | 206 hab                                         | 41° 13′ 11″ N, 0° 45′ 49″ E / 41.21980565°N,0.76350886°E 192 msnm                                           |                                            |                                        | Modifica les dades a Wikidata |
|        | les façanes del riu                    | la Vilella Baixa | edifici                                        | Estil: arquitectura popular                     | 41° 13′ 15″ N, 0° 45′ 43″ E / 41.22074°N,0.76197°E                                                          | bé integrant del patrimoni cultural català | Les façanes del riu (la Vilella Baixa) | Modifica les dades a Wikidata |
|        | riu de Montsant                        | Priorat | curs d'aigua                                   | Desemboca: riu de Siurana                       | 41° 19′ 19″ N, 0° 51′ 23″ E / 41.321866°N,0.856384°E 41° 10′ 15″ N, 0° 44′ 59″ E / 41.17089°N,0.749689°E    |                                            | Riu de Montsant                        | Modifica les dades a Wikidata |
|        | serra de Montsant                      | la Morera de Montsant Cabassers Ulldemolins Cornudella de Montsant la Vilella Alta la Vilella Baixa la Bisbal de Montsant la Figuera Margalef | serra                                          | Superfície: 135km²                              | 41° 17′ 35″ N, 0° 47′ 52″ E / 41.29295278°N,0.79780278°E                                                    |                                            | Montsant                               | Modifica les dades a Wikidata |